# Дадонов, Василий Васильевич
Васи́лий Васи́льевич Додо́нов (Дадо́нов) (1871 — не ранее 1920) — генерал-майор, герой Первой мировой войны, участник Белого движения.

## Биография
Родился 7 (19) февраля 1871 года в семье Василия Васильевича Додонова.
Среднее образование получил в Житомирской классической гимназии.
В 1891 году окончил военно-училищные курсы при Московском пехотном юнкерском училище, откуда выпущен был подпоручиком в 125-й пехотный Курский полк.
Чины: поручик (1894), штабс-капитан (ст. 06.05.1900), капитан (ст. 10.08.1902), подполковник (ст. 26.02.1911), полковник (ст. 17.02.1914), генерал-майор (1917).
В 1904—1911 годах командовал ротой 125-го пехотного полка, в рядах которого и вступил в Первую мировую войну. Пожалован Георгиевским оружием
За то, что 23 апреля 1915 года, командуя батальоном, которому было приказано парализовать обход нашего правого фланга превосходным в силах противником (4 полка и 6 егерских батальонов), приостановил этот обход, следствием чего было сбитие противника с высоты хребта Яворник и удержание его за нами.
Удостоен ордена Святого Георгия 4-й степени
За то, что состоя в рядах 125-го пехотного Курского полка 1 сентября 1915 года при атаке укрепленной позиции на р. Стрыпе, наступая со своим батальоном под губительным огнем противника, прорвался в промежуток между сильно укрепленными редутами ф. Соснув, высоты 351 — на с. Бенява и дружным ударом выбил из него врага, который бежал за р. Стрыпу, понеся большие потери. С занятием с. Бенява батальон подвергся губительному обстрелу артиллерийскому, ружейному и пулеметному с редутов ф. Соснув, высоты 351; несмотря на тяжелое положение батальона, он, благодаря мужеству и энергии своего командира, удержал за собой с. Бенява и, угрожая атакой обоих редутов во фланг, помог соседнему батальону, атакующему редут ф. Соснув, взять его, чем способствовал не только успеху этого батальона, но и всему отряду, так как с занятием ф. Соснува и с. Бенява бой принял решительный оборот в нашу пользу. 2-го сентября, перейдя р. Стрыпу, атаковал под убийственным огнем окопы у с. Семиковце во фланг и частью в тыл и, несмотря на превосходство противника, выбил его из окопов и занял с. Семиковце, причем батальоном было захвачено в плен 800 нижних чинов при 3-х офицерах и 2 пулемета.
3 апреля 1916 года назначен командиром 127-го пехотного Путивльского полка, 27 сентября того же года — помощником начальника 29-й пехотной запасной бригады. 25 апреля 1917 года произведён в генерал-майоры на основании Георгиевского статута.
В Гражданскую войну участвовал в Белом движении на Юге России. С 22 ноября 1918 года состоял в резерве чинов при штабе Добровольческой армии, с 15 декабря того же года — членом комиссии по рассмотрению наградных представлений и документов офицерских и классных чинов, с 13 апреля 1920 года — в резерве чинов при штабе Главнокомандующего ВСЮР. Затем в эмиграции.

## Награды
- Орден Святой Анны 3-й ст. (1904)
- Орден Святого Станислава 2-й ст. (ВП 2.03.1908)
- Орден Святого Владимира 4-й ст. с мечами и бантом (ВП 07.02.1915)
- Орден Святой Анны 2-й ст. с мечами (ВП 24.09.1915)
- Георгиевское оружие (ВП 07.02.1916)
- Орден Святого Георгия 4-й ст. (ВП 23.05.1916)
- Орден Святого Владимира 3-й ст. с мечами (ВП 07.10.1916)